# 莫能菌素
莫能菌素（英語：Monensin）是一种从肉桂地链霉菌（Streptomyces cinnamonensis）中提取到的一种聚醚抗生素，商品名瘤胃素。市售为其钠盐制剂，主要用于治疗反刍动物的球虫病。
莫能菌素是重要的兽用抗球虫药，其销量占现今全球畜禽抗球虫药市场的80%。此外，莫能菌素还有提高反刍动物的营养物质利用率等效果，因此又被作为一种促生长饲料添加剂来使用，特别是其分子中的冠醚结构使得其可作为离子载体型营养调控剂。

## 历史
1967年，莫能菌素首次从肉桂地链霉菌的发酵液中提取得到。随后发现莫能菌素有莫能菌素A和B两种主要成分，然而只有莫能菌素A起主要活性作用。
1971年，美国FDA批准莫能菌素用于治疗鸡的球虫感染，并同年由美国礼来公司实现莫能菌素最早的工业生产。随后研究发现莫能菌素对于防治羊、牛、兔等家畜的球虫病也有良好效果，并有降低牛、羊等反刍动物日进食量，提高饲料的利用率和增重速度的作用。因此美国在1976年、日本在1977年分别批准莫能菌素作为饲料添加剂使用。
1979年，岸义人等人报道了莫能菌素的全合成。
1985年，莫能菌素在中国大陆获批。截止至2006年，全球已经有40多个国家将莫能菌素用作肉牛、肉羊的增重剂和猪的生长促进剂。

## 应用
在畜牧业中，莫能菌素对鸡毒害、柔嫩、堆型、波氏、巨型、变位等艾美尔球虫以及革兰氏阳性菌有抑制效果，对革兰氏阴性菌效果较弱。因此被用于防治球虫病，增加牛羊的饲料利用率和产肉量，以及预防反刍动物的腹胀以及乳酸中毒。
在电化学中，莫能菌素以及其甲酯和癸酯可用于制备离子选择性电极。
在生物学中， 莫能菌素被广泛用于破坏动植物细胞内高尔基体的转运活动。

## 性质
莫能菌素纯品为白色或类白色结晶粉末，并带有些许特殊臭味，易溶于甲醇、乙醇、氯仿等有机溶剂，但几乎不溶于水。莫能菌素在酸性条件中容易分解，碱性条件下稳定，干燥结晶可长期稳定保存。其受热容易分解释放出酸性刺激烟雾。
莫能菌素结构中含有多个醚键，使得其和冠醚性质类似，为一价离子选择性离子载体。其可与 Li+、Na+、K+、Rb+、Ag+和Tl+等一价离子结合形成络合物 ，这些络合物的外围主要由非极性烷基组成，这使其在非极性溶剂中具有很高溶解度。在生物系统中，这些复合物可自由溶解在生物膜的脂质成分中，携带离子穿过或扩散至膜内外。

## 作用机制

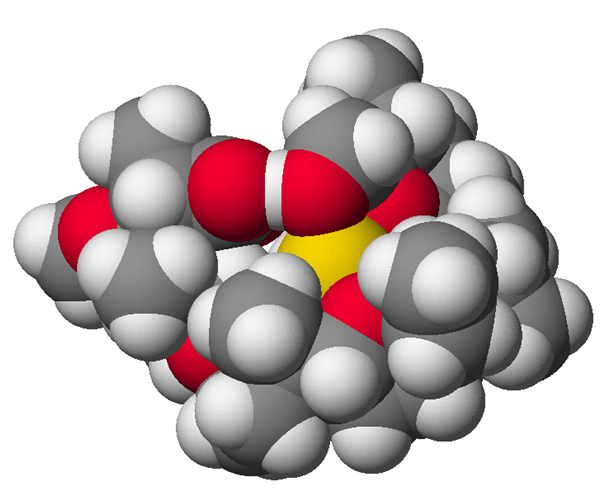
莫能菌素A与Na^{+}形成的络合物结构

莫能菌素以及其酯类衍生物展现出抗菌、抗原虫、阻断细胞内蛋白质转运等生物活性主要是基于其金属离子载体性质来实现。
莫能菌素利用其离子载体性质携带阳离子沿生物膜扩散，并起到Na+/H+反向转运蛋白的作用改变细胞内Na+、K+离子的浓度，影响膜两侧细胞生理机能，从而产生一系列细胞毒性效应。也正是因为革兰氏阴性菌和阳性菌膜结构的不同，莫能菌素仅对革兰氏阳性菌有效。在反刍动物瘤胃中存在的微生物中，革兰氏阳性菌包括一些会产生氢气、氨气、乳酸、乙酸和甲烷的细菌；革兰氏阴性菌产生丙酸和琥珀酸。因此，莫能菌素能减少阳性菌降解饲料中的蛋白质产生的氨、乳酸、乙酸、甲烷等物质，从而提高饲料利用率，并防止产气和乳酸中毒。
这种离子交换导致细胞内诸如反面高尔基膜囊、溶酶体以及一些核内体等酸性区域被中和和破坏，并引起高尔基体膜H+流出，渗透性改变，发生吸水膨胀，从而干扰蛋白质的转运。在动植物细胞中，这种作用非常迅速，仅2-5分钟即可发生。

## 毒性
莫能菌素对哺乳动物细胞普遍有一定毒性。这在马身上尤其明显，半数致死量为1–3 mg/kg，远低于其他反刍动物。马常见中毒症状有横纹肌中线粒体空泡化或肿胀，心肌细胞变性和空泡化，以及有内脏病理性损伤等。比如2014年，美国佛罗里达州就发生了一起由莫能菌素中毒导致的马匹死亡案件
。